# Камень посвящения
Камень посвящения представляет собой резную ацтекскую плиту из полированного зеленого камня. Мемориальная доска была найдена в 1845 году на месте современного Мехико. Эта мемориальная доска была сделана в ознаменование завершения шестого этапа храма Уицилопочтли в Теночтитлане в 1487 году. Посвящение отремонтированного Великого Храма было заключительной церемонией становления императором. Тисок правил с 1481 по 1486 год, после его смерти его преемником стал брат Ауисотль, правивший с 1486 по 1502 год. Долгом каждого тлатоани (правителя ацтеков) было расширение Великого храма Теночтитлана, посвященного богам Уицилопочтли (Богу войны) и Тлалоку (Богу дождя). Тизок начал расширение Великого Храма, а его брат Ауицотль завершил проект. Согласно Кодексу Мендосы, это было важное время для общества ацтеков, они стали имперской цивилизацией, а Ауисотль завоевал 45 новых городов. Церемония повторного освящения Храма включала в себя столько жертвоприношений, что церемония длилась четыре дня. Где изначально располагалась эта панель, неизвестно. Другие панели, подобные этой, обычно помещались в архитектуру, например, на лестницы и платформы пирамид. Очень похожие камни были найдены в Великом храме Теночтитлана, также известном как Темпло Майор, и считается, что эта табличка могла быть частью этих камней.
В нижней части камня есть глиф 8 тростника (8 акатль), вырезанный абстрактным узором с двойными очертаниями. Центральная резьба представляет собой тростник или акатль, окруженный восемью кругами, согласно календарю ацтеков, соответствует 1487 году. В верхней части пластины изображен император Ауисотль (справа) со своим предшественником и братом Тисоком (слева) одетые как одинаковые жрецы. Два жреца на этом камне носят ксиколли, мешочки на спине и сумки с благовониями. Мешочки содержали различные ингредиенты, которые, как считалось, защищали владельца во время ритуалов. На их головах азтакселли (головные уборы с раздвоенными перьями), которые носили воины, а иногда и священники, как это видно из Бурбонского кодекса. Они держат мешочки с благовониями и прокалывают себе уши костью. Кровь течет из их ушей в открытый рот Тлальтекутли. Между двумя правителями находится травяной шар для жертвоприношения, или закатапайолли, с косторезами, которые используются для самопожертвования. Оба они изображены с ранами на ногах, из которых текут струи крови. Тисок идентифицируется по его глифу «кровоточащая нога» (который расположен в верхней левой части резьбы), а Ауисотль - по водному существу с завитым хвостом (которое расположен в верхней правой части резьбы). Они оба изображены босиком как символ божественности. Над двумя мужчинами находится дата 7 Рид (7 Акатль) или 1486, которая предположительно является глифом (в самом центре и наверху резьбы вырезан тростник и семь кругов), который соответствует фактической дате посвящения храма. Первая интерпретация этого камня была сделана Хосе Фернандо Рамиресом как приложение к «Истории завоевания Мексики» У.Х. Прескотта, опубликованной 1845 году. Позже Мануэль Ороско-и-Берра сделал более полную интерпретацию этого камня, и их исследование стало стандартом. Камень посвящения в настоящее время находится в Национальном музее антропологии в Мехико.